# Enrique de Lausana
Enrique de Lausana (en francés Henri de Lausanne, también llamado Enrique de Le Mans, de Toulouse o de Cluny, así como Enrique el Monje o el Diácono, e incluso Enrique de Bruys -por asociación con Pedro de Bruys-) fue un clérigo de la primera mitad del siglo XII, considerado heresiarca por el concilio de Pisa (1135), el segundo concilio de Letrán (1139) y el concilio de Reims (1148). Monje benedictino, recibió las órdenes en la abadía de Cluny. Comenzó a predicar en Le Mans entre marzo y junio de 1101 (probablemente por la ausencia del obispo Hildeberto de Lavardin, que le expulsó a su vuelta); y más tarde en ciudades del sur de Francia. Murió en prisión en 1149. Sus seguidores, llamados enricianos, henricianos o henriquistas, seguían existiendo en la década de 1150, desapareciendo a partir de entonces del registro escrito. Clamando por una reforma de la Iglesia, se oponía a la reforma gregoriana. Insistía en la necesidad de la penitencia, rechazaba la invocación a los santos, y criticaba la liturgia y la jerarquía eclesiástica.

## Vida y doctrina
Su doctrina, que se conoce principalmente a través de su refutación por Pedro de Cluny (Tractatus Contra Petrobrussianos, ca. 1139), tenía similitudes con otras de la época, especialmente con la petrobrusiana, de la que se considera continuación y difusión con algunas modificaciones; pero también con la valdense (posterior, desde 1177) o con la albigense (anterior, desde 1012). Los datos de su vida se conocen principalmente por las gestae de los obispos de Le Mans, inicialmente escritas por Hildeberto y reelaboradas por canónigos entre 1133 y 1156 (Acta episcoporum Cenomannensium). También es citado por Bernardo de Claraval (Ep. 241).

¡Cuánto mal ha hecho y hace todos los días, a la Iglesia de Dios, como lo hemos sabido y visto nosotros mismos, el hereje Enrique! Los templos están vacíos, el pueblo sin sacerdotes, los sacerdotes sin honra y los cristianos sin Cristo. Las iglesias son reputadas sinagogas; se niega que el santuario de Dios sea santo; los sacramentos no son más tenidos como sagrados, los días de fiesta privados de toda solemnidad; los hombres mueren en sus pecados y las almas son llevadas, una tras otra, ante el tribunal sin estar reconciliadas por medio de la penitencia, ni munidas de la santa comunión. Se niega la vida a los niños al negárseles la gracia del bautismo.

Enrique se presentó en la ciudad de Le Mans, probablemente procedente de Lausana, como un predicador ermitaño y asceta; con la apariencia de un nuevo Juan Bautista, en total ruptura con el mundo, con largos cabellos y barba, descalzo, vistiendo y comiendo de limosna, con una simplicidad radical. Se hacía preceder por un hombre que portaba un gran báculo rematado por una cruz de hierro. A diferencia de otros predicadores como Vital de Savigny o Evrard de Breteuil, no buscaba seducir a las multitudes; pero tenía una gran eficacia oratoria, una voz sonora y unos ojos fulgurantes. Su carisma le hizo enormemente popular, y adquirió un gran ascendiente sobre el pueblo, que comenzó a rechazar a las autoridades eclesiásticas. Algunas damas, inflamadas por sus palabras, se desprendían de sus joyas y lujos, algunos jóvenes se casaban con las prostitutas con quienes habían tenido contacto. Sus oponentes insistieron en señalar la inconveniencia de sus predicaciones sobre moral sexual y castidad, incompatible con la doctrina marital católica impuesta en la reforma gregoriana (en concreto con el celibato eclesiástico) y con instituciones sociales como los matrimonios concertados y el pago de la dote. De vuelta en su diócesis (1103 o 1116) el obispo Hildeberto mantuvo un debate público con él, y decidió no condenarle a muerte como se había solicitado por los acusadores, sino expulsarle de la ciudad, al considerarle más culpable de ignorancia que de herejía. La condena no impidió a Enrique seguir predicando por ciudades como Poitiers y Burdeos, donde coincidió probablemente con Pedro de Bruys (muerto en 1131). En 1134, por orden del arzobispo de Arlés, Bernard Garin, fue arrestado y conducido al sínodo de Pisa, donde fue obligado a renegar de sus doctrinas y aceptó recluirse en el monasterio de Citeaux, donde probablemente esperaba ser acogido por Bernardo de Claraval. En vez de ello, de vuelta en Francia volvió a predicar en la zona de Toulouse, con apoyo de Ildefonso, conde de Saint-Gilles. En el concilio de Letrán II (1139) volvieron a ser consideradas sus doctrinas, y volvieron a ser condenadas. En 1145, las autoridades religiosas locales del mediodía francés, preocupadas por la difusión que alcanzaban sus predicaciones, solicitaron la intervención de Bernardo de Claraval, que persuadió al conde de Sant-Gilles para que le retirara su apoyo (versatur in terra vestra sub vestimentis ovium lupus rapax -"se halla en vuestra tierra bajo vestimentas de oveja [siendo] un lobo rapaz"-), con lo que Enrique fue finalmente capturado y condenado a prisión para el resto de sus días, en 1148, en el concilio de Reims, por el papa Eugenio III. Murió al año siguiente.

## Enricianismo tras la muerte de Enrique
En 1151, Mateo de París recogió en su Chronicon maius la existencia de "enricianos", discípulos de Enrique (al que llama Henricus haereticus -"el hereje Enrique"-) en el Languedoc, puesto que muchos de ellos volvieron al catolicismo como consecuencia de la predicación de una joven. Más problemática es la identificación como enricianos de los miembros de dos sectas descubiertas en Colonia por Everwin, peboste de Steinfeld, según lo que éste comunicó a Bernardo de Claraval; o de los herejes del Perigord que mencionó un monje llamado Heriberto.

## Estudios posteriores
Entre los teólogos modernos que le hacen referencia estuvo el puritano inglés William Wall (History of Infant Baptism, 1705), que consideraba a Enrique de Lausana y a Pedro Bruys como los primeros predicadores antipedobaptistas (opuestos al bautismo de los niños -véase también anabaptismo-); de hecho, identificaba a petrobrusianos con enricianos.
Entre los testigos de Jehová se considera a Enrique de Lausana como uno de los "cristianos ungidos genuinos" que defendieron la Biblia a lo largo de los siglos.